# Karl Kaltenbacher
 (décembre 2019).
Pour l’article homonyme, voir Kaltenbacher.
Karl Charles Kaltenbacher (né en 1950 à Steyr) est un peintre, graphiste, sculpteur, chorégraphe et auteur autrichien.

## Biographie
L'artiste passe une partie de son enfance en Australie de 1954 à 1962. De 1971 à 1977, il étudie à l'université de design artistique et industriel de Linz auprès d'Alfons Ortner et Helmuth Gsöllpointner et est diplômé avec distinction.
Depuis 1972, il a fait plus de 400 actions culturelles sous la forme d'expositions, de performances, de chorégraphies, de conférences, de publications et d'œuvres dans des institutions publiques et privées. Il fait un séjour à la Egon-Hofmann-Haus et est membre de l'association d'artistes MAERZ.